# Sei Sembilang
Sei Sembilang is een bestuurslaag in het regentschap Asahan van de provincie Noord-Sumatra, Indonesië. Sei Sembilang telt 3037 inwoners (volkstelling 2010).